# Igreja de São Paulo (Diu)

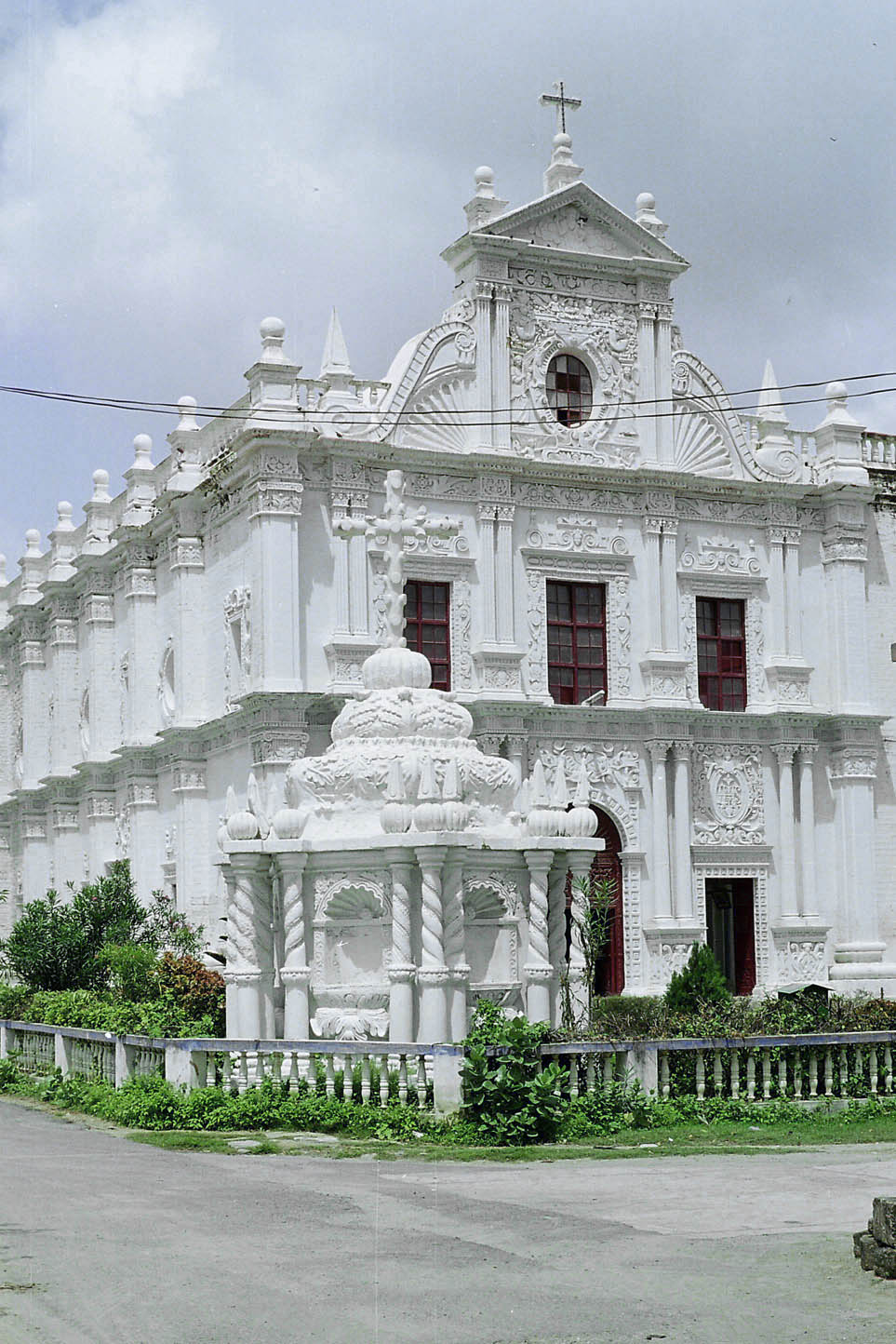
Vista frontal da igreja

A Igreja de São Paulo ou Igreja da Nossa Senhora da Conceição, localiza-se em Diu, na Índia. Esta obra foi desenhada e projetada pelos portugueses entre 1601 e 1606. É uma igreja indo-portuguesa com uma fachada principal em estilo barroco.

## Portugueses em Diu
Diu foi oferecida aos portugueses em 1535, ao fim de inúmeras tentativas mal sucedidas de iniciar uma feitoria no local.
A chegada a Diu dos portugueses teve como objetivo a procura de melhores condições comerciais, devido ao facto de estas terem sido dificultadas pelas diferenças de cultura e baixo valor de oferta. Colonizaram esta ilha até então desabitada, onde transformaram uma fortaleza lá existente num castelo português, construíram um complexo naval de apoio à navegação e exploração, e mais tarde, uma igreja (Igreja de S. Paulo), de forma a expandir a fé cristã na Índia, conseguindo assim alargar a rota comercial ao oriente.
Com isto, Diu tornou-se num local muito cobiçado pelas outras potências, pois tornou-se um ponto de referencia na rota oriental e assim, num ponto estratégico e comercial na época. Pertenceu aos portugueses até 1961.

## O barroco e os jesuítas
São Francisco Xavier, missionário cristão do padroado português e cofundador da Companhia de Jesus (instituição que teve como objetivo a contra-reforma levada a cabo pela Igreja Católica), teve um papel fundamental na chegada dos jesuítas à índia, impulsionadores da arquitetura barroca, que foram responsáveis pela edificação da Igreja de São Paulo.
Os jesuítas pretenderam travar a expansão protestante pela Europa, apelando ao catolicismo, através da ostentação expressa fisicamente através do barroco. O estilo barroco, predominante na fachada desta igreja, nasce no século XVI e é caraterizado pela riqueza, exagero, exorbitância e horror ao vazio ornamental. O Barroco tem como intuito de maravilhar as pessoas pela igreja católica, fazendo-as optar pelo deslumbramento ao invés de refletirem a sua doutrina. A Igreja de São Paulo é significativamente menos rica comparativamente com o que acontece nas outras igrejas tipicamente deste estilo. Isto acontece pois os jesuítas no oriente têm diferentes objetivos do que no ocidente, procuram expandir a palavra de Deus, através da razão, instrução e rigor, e não no ornamento, uma vez que pretenderam explicar de raiz a mesma, e que a sua origem estava assente em votos de pobreza.

## História

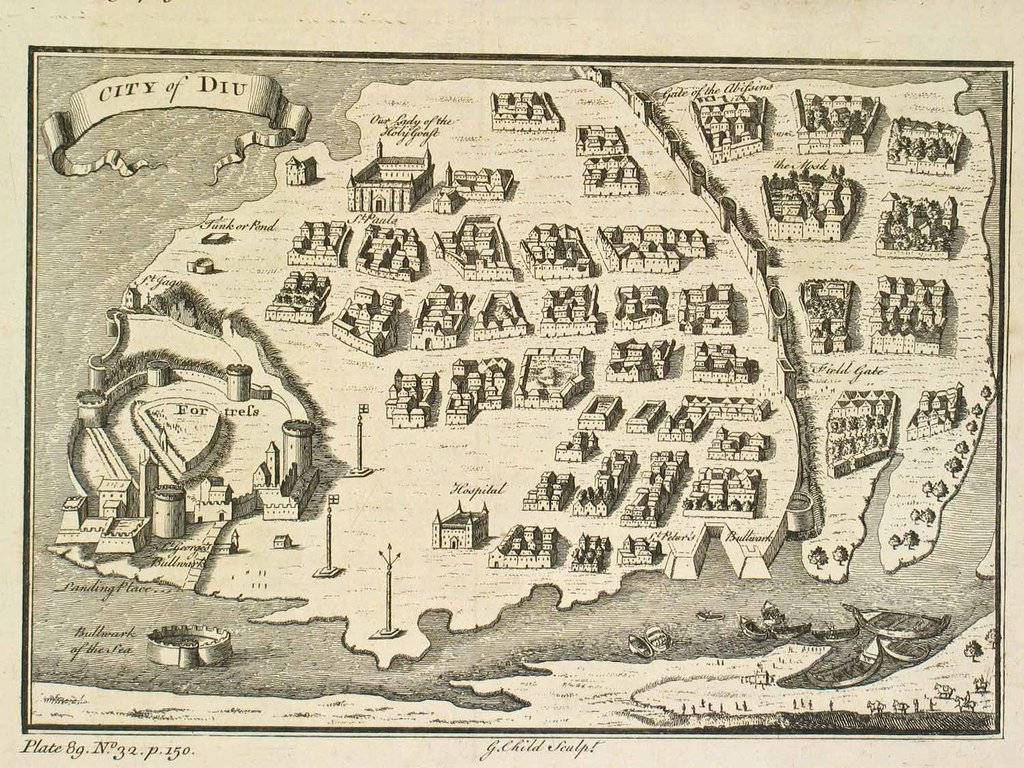
Gravura inglesa de 1729 de Diu

A Igreja, assim como o Colégio do Espírito Santo, (colégio de Jesuítas adoçado à própria igreja), foram construídos e edificados durante o século XVII.
Para além da sua extrema beleza, esta igreja ocupa um papel de extrema importância para a arquitetura portuguesa, pois diz-se ser a mais antiga que se conhece no mundo de influência portuguesa e uma das mais importantes e notáveis igrejas da Ásia e da arquitetura cristã fora da Europa.
O arquiteto projetista desta obra foi o Padre Gaspar Soares, e é nela que desenha alçados laterais articulados por capelas semicirculares, e orienta a fachada lateral esquerda da igreja para Sul, fazendo com que a fachada principal da mesma ficasse virada para lado mais próximo do mar.
Não se sabe se foi esta Igreja, a primeira deste tipo a ser construída, nem se é a mais antiga que sobreviveu, ou nem mesmo se  terão existido outras.  No entanto, atualmente esta Igreja é a considerada a matriz de Diu.
Desde os anos iniciais de Seiscentos que a igreja sofreu diversas obras mas nunca alterando a Igreja propriamente dia. Em 1710 foi colocada uma inscrição numa das janelas da igreja, servindo para recordar a obra e o seu fundador. A partir dessa data, várias obras de teor indiscriminado na igreja e/ou no colégio, foram executadas, nomeadamente em 1807 e 1873 e mais tarde em 1888.

## Descrição e caraterísticas

Fotografia histórica da fachada, em estilo barroco.

Como já foi referido, a igreja possui uma fachada principal tipicamente barroca (em pedra lioz, com tratamento em cal branco), devido ao facto de ser elaboradamente ornamentada. Ao todo a fachada da igreja tem 10 pilastras que servem apenas para compor e preencher o espaço, decorativamente. Estes pilares contêm três diferentes ordens, sendo que o andar inferior é composto por 4 pares de colunas com capiteis compósitos e friso dórico, e as ordens superiores, por pilastras. A fachada é ainda encimada por um frontão com voluta-chacra, elemento unicamente decorativo existente nos topos das igrejas tipicamente barrocas.
Os dois contrafortes de ângulo que se encontram nas extremidades da fachada são de uma ordem entre o jónico e o compósito, uma ordem original, ática, que contem folhas de palma. Estes contrafortes são o elemento estrutural mais importante, pois sustêm toda a fachada e são prolongados na fachada lateral da igreja, separando alternadamente as mesmas com os tramos que possuem janelas, uma porta e no piso superior, óculos, provando assim que estas paredes não possuem funções ligadas à estruturação do edifício. Estes contrafortes, dois na fachada principal e seis na fachada lateral, desempenham o mesmo papel que os restantes pilares e pertencem à mesma ordem arquitetónica.
Ainda no exterior da igreja, um pedestal percorre a fachada e serve de base ao edifício. No topo do mesmo corre uma balaustrada entre os pináculos esféricos.
O interior do edifício é esculpido em gesso e possui pormenores e ornamentos em azul claro.
A nível da planta da igreja, esta possui apenas uma nave central. Esta nave única, pouco vulgar na índia antiga portuguesa, está coberta de diversos arcos de volta-perfeita que formam as abobadas de berço, um elemento estrutural da igreja. Estas abobadas apresentam alvéolos em forma de caixotões, que para além de serem utilizados esteticamente, também foram pensados para diminuir a quantidade de betão a ser utilizado, tornando a estrutura significativamente mais leve e económica.
A zona da capela-mor tem uma cobertura mais baixa do que a cobertura da nave.  A nave é antecedida por um nártex interior, que se distingue pelo facto da cobertura ser uma abobada situada abaixo da cobertura da nave. De cada lado da igreja existem 5 nichos semicirculares cobertos com meias cópulas em concha, abrigando portas e janelas. Estas paredes são sustentadas pelos contrafortes que se encontram no exterior.
Assim, esta igreja é uma junção de inúmeros elementos estruturais, todos eles que servem também funções decorativas, resultando numa união de ornamentação e também uma estrutura que dura há mais de quatrocentos anos.